# Berlin-Liga (Frauen)
Die Berlin-Liga ist die höchste Spielklasse auf dem Gebiet des Berliner Fußball-Verbandes. Seit Einführung der 2. Frauen-Bundesliga zur Saison 2004/05 stellt die Berlin-Liga die vierthöchste Spielklasse im deutschen Ligensystem der Frauen dar. Bis 2012 wurde sie als Verbandsliga Berlin bezeichnet.
Die Liga umfasst grundsätzlich 14 Mannschaften, die jeweils in einem Heim- und Auswärtsspiel – aufgeteilt in eine Hin- und Rückrunde – gegeneinander spielen. Der Meister ist zur Teilnahme an der Aufstiegsrelegation zur Regionalliga Nordost berechtigt.

## Teilnehmer der Saison 2024/25
In der vergangenen Saison nahmen folgende Mannschaften teil:
- SV Blau Weiss Berolina Mitte 49 (Absteiger Regionalliga Nordost)
- SC Charlottenburg
- Friedrichshagener SV
- FSV Hansa 07 Berlin
- Blau-Weiß Hohen Neuendorf
- FC Internationale Berlin
- SV Lichtenberg 47
- BSV Grün-Weiß Neukölln
- Borussia Pankow
- FSV Spandauer Kickers
- SFC Stern 1900
- Türkiyemspor Berlin II
- FC Viktoria 1889 Berlin II
- Rot-Weiß Viktoria Mitte

## Meister
Die folgende Liste enthält alle Meister seit der erstmaligen Austragung zur Saison 1992/93:

### Liste der Meister
- 1992/93: Hertha Zehlendorf
- 1993/94: 1. FC Union Berlin
- 1994/95: 1. FC Union Berlin
- 1995/96: MSV Normannia 08
- 1996/97: Tennis Borussia Berlin II
- 1997/98: 1. FC Lübars
- 1998/99: 1. FC Lübars
- 1999/2000: TSV Helgoland 1897
- 2000/01: 1. FC Union Berlin
- 2001/02: Blau-Weiß Hohen Neuendorf
- 2002/03: Blau-Weiß Hohen Neuendorf
- 2003/04: Adlershofer BC
- 2004/05: Lichterfelder FC
- 2005/06: BSV Grün-Weiß Neukölln
- 2006/07: 1. FC Lübars
- 2007/08: Blau-Weiß Hohen Neuendorf II
- 2008/09: BSC Marzahn
- 2009/10: Tennis Borussia Berlin II
- 2010/11: BSV Al-Dersimspor
- 2011/12: Spandauer Kickers
- 2012/13: Blau-Weiß 90 Berlin
- 2013/14: Blau-Weiß 90 Berlin
- 2014/15: Blau-Weiß 90 Berlin
- 2015/16: SV Blau-Gelb Berlin
- 2016/17: SV Blau-Gelb Berlin
- 2017/18: Blau-Weiß 90 Berlin
- 2018/19: SC Staaken
- 2019/20: Türkiyemspor Berlin
- 2020/21: kein Staffelsieger
- 2021/22: 1. FC Union Berlin II
- 2022/23: 1. FC Union Berlin II
- 2023/24: 1. FC Union Berlin II
- 2024/25: Blau-Weiß Hohen Neuendorf

### Rekordsieger
| Platz | Verein                    | Titel | Jahre                                          |
| ----- | ------------------------- | ----- | ---------------------------------------------- |
| 1.    | 1. FC Union Berlin        | 6     | 1994, 1995, 2001, 2022 (a), 2023 (a), 2024 (a) |
| 2.    | Blau-Weiß 90 Berlin       | 4     | 2013, 2014, 2015, 2018                         |
| 2.    | Blau-Weiß Hohen Neuendorf | 4     | 2002, 2003, 2008 (a), 2025                     |
| 4.    | 1. FC Lübars              | 3     | 1998, 1999, 2007                               |
| 5.    | SV Blau-Gelb Berlin       | 2     | 2016, 2017                                     |
| 5.    | Tennis Borussia Berlin    | 2     | 1997 (a), 2010 (a)                             |
| 7.    | Adlershofer BC            | 1     | 2004                                           |
| 7.    | BSV Al-Dersimspor         | 1     | 2011                                           |
| 7.    | TSV Helgoland 1897        | 1     | 2000                                           |
| 7.    | Lichterfelder FC          | 1     | 2005                                           |
| 7.    | BSC Marzahn               | 1     | 2009                                           |
| 7.    | BSV Grün-Weiß Neukölln    | 1     | 2006                                           |
| 7.    | MSV Normannia 08          | 1     | 1996                                           |
| 7.    | Spandauer Kickers         | 1     | 2012                                           |
| 7.    | SC Staaken                | 1     | 2019                                           |
| 7.    | Türkiyemspor Berlin       | 1     | 2020                                           |
| 7.    | Hertha Zehlendorf         | 1     | 1993                                           |